# Juantxo García-Mauriño
Juantxo García-Mauriño, född den 11 mars 1964 i Barcelona, Spanien, är en spansk landhockeyspelare.
Han tog OS-silver i herrarnas landhockeyturnering i samband med de olympiska landhockeytävlingarna 1996 i Atlanta.